# (11798) Davidsson
(11798) Davidsson est un astéroïde de la ceinture principale.

## Description
(11798) Davidsson est un astéroïde de la ceinture principale. Il fut découvert le 16 mars 1980 à La Silla par Claes-Ingvar Lagerkvist. Il présente une orbite caractérisée par un demi-grand axe de 2,59 UA, une excentricité de 0,16 et une inclinaison de 13,6° par rapport à l'écliptique.

## Compléments